# 麻雀無限会社39 ZANK
『麻雀無限会社39 ZANK』（マージャンむげんがいしゃザンク）は、原作：安藤満、作画：本そういちによる日本の麻雀漫画。『近代麻雀オリジナル』（竹書房）において連載された。
2010年10月より、タイトルを『麻雀無敵道ザンク 「無限会社39ZANK」激闘録』と改め、コンビニコミックで再版された。

## あらすじ
大学を卒業した東条ガンジーと高井理一郎の2人は、同じ企業からの内定をもらい、社員寮へ引っ越す為アパートを引き払った。だが引っ越し当日彼らを待っていたのは、突然の内定取り消しの知らせだった。いきなり「人生の負け組」へと転落した2人は、ひとまず家財道具一式を東京ドームホテル3900号室へと運び込むが、ホテル代を払うアテなどあるはずも無かった。この窮地に対し、高井は麻雀で凌ぐことを提案。それぞれの得意なフィールドで稼いだ金を「資本金」として共同管理・分配してリスクの分散を図るという、言わば「麻雀で喰う会社のサラリーマン」となることを決意した。
こうして「麻雀を打つことが仕事の会社」こと「麻雀無限会社ザンク」を立ち上げた2人は、「東京ドーム一杯の金」を夢見て奮闘するが……。

## 主な登場人物

### 麻雀無限会社ザンク
東条ガンジー
主人公。ザンクにおける「日払いのプレイヤー」。フリー雀荘や賭場で"仕事"をし、短期の利益を上げることを業務とする。自身のツキの切れ目を感じ取る能力に長けており、「負ける前に席を立つ」ことを徹底している。そのため、同じ相手と何度も戦う舞台では無類の強さを誇るが、逆に戦う相手を選べない大会麻雀は不得手である。
高井理一郎（たかい りいちろう）
もう一人の主人公。 ザンク創設を提案した張本人で、ザンクにおける「年俸のプレイヤー」。ザンクの事務・管理全般及び、麻雀大会での賞金稼ぎを業務とする。明晰な頭脳と理論を武器として「目に見えない次のトップを取る」ことを徹底しており、一戦ごとにその都度運を高めていく能力に長ける。7 - 8割の確率で決勝へと進む「大会麻雀のスペシャリスト」だが、一方でフリー雀荘や賭場の「タバコ臭い」雰囲気を生理的に受け付けず、その方面はガンジーに一任している。
加藤光一（かとう こういち） / チャー坊
通称チャー坊。ボクサー崩れで、フリー雀荘でヤクザのパシリをしていた自称「クズ」。ガンジーとの偶然の出会いからザンクに強く惹かれ、無理矢理ザンクへの入社を宣言。その後、ガンジーと共に代打ちの「大型契約」を成功させた功績によって高井に認められ、ザンクの「営業担当」に就任する。
倉田まなみ
有名なお嬢様大学であるクラリス女子大の3年生で、全国の女子大生をネットワークした麻雀サークル「ピヨコネット」運営委員長。
ザンクの「広告宣伝担当」に就任する。また本人は「人事部長」も自称している。

## 用語
麻雀無限会社ザンク(ZANK）
高井の提案で立ち上げられた「麻雀を打つことが仕事の会社」。「稼いだ金は全て"資本金"として会社に入金し、"仕事"をする際も"会社の金"として扱う」「個人レベルでどれだけ稼いでも、決められた"お給料"以外の金は貰わない」という取り決めをしており、どちらかが大ハマりした場合に、その分を"資本金"で充当できる仕組みを整えている。当然正規の会社組織では無いが、フリー雀荘の換金の際に領収書を切ってもらったり、トーナメントの参加申込の「所属団体」欄にザンクの名を書いたりと、あくまで"業務"である面が徹底されている。「無限会社」とは、高井がザンクの規模について「まずは有限会社からだね」と喩えた際、「有限って響きが良く無い」という理由でガンジーが考案した造語。「ザンク」は、事務所を置いている東京ドームホテル3900号室と、点数計算の語呂合わせをかけたもの。
東京ドーム1000万麻雀
ザンクが最大興業として企画している大会。「プロ雀士vsアマ」を標榜している。